# Mesosa blairi
Mesosa blairi là một loài bọ cánh cứng trong họ Cerambycidae.